# 科贝尔-大区政府大楼站
科贝尔-大区政府大楼站，简称"科贝尔站"，是法国东南部城市马赛的一个地铁车站，位于马赛地铁1号线上。

## 站名
"科贝尔"一名来源于车站上方的科贝尔路。"大区政府大楼"为该站的副站名，因靠近普罗旺斯-阿尔卑斯-蓝色海岸大区的政府大楼而得名。

## 位置
科贝尔-大区政府大楼站位于马赛的老城区内偏北，属于1区。车站呈南北走向，是一个地下车站，有自动扶梯连接地面。

## 设施
科贝尔-大区政府大楼站站内设有自动售票机及无障碍设施。

## 站台设置
| 东↑ |      |                              |
|     |      | 玫瑰-贡贝尔城堡科技园站方向← |
|     | 岛式 |                              |
|     |      | 拉富拉热尔站方向→            |
| 西↓ |      |                              |

## 配套交通

### 城市公共交通
| 科贝尔-大区政府大楼站附近的公共交通线路 |            |          |
| 公交车站名称                            | 位置       | 停靠线路 |
| 科贝尔                                  | 地铁站附近 |          |
| 1.                                      |            |          |

此外，当地铁线路发生故障或施工时，马赛交通局可能提供临时摆渡车。

## 临近车站
| 科贝尔-大区政府大楼站（Colbert - Hôtel de Région） |               |                      |
| 上行车站                                           | 线路          | 下行车站             |
| 圣夏勒站 560m ←                                    | 马赛地铁1号线 | 老港-市政厅站 → 560m |
| - 本表仅显示运营中的线路及车站                     |               |                      |